# Drouvin-le-Marais
Drouvin-le-Marais – miejscowość i gmina we Francji, w regionie Hauts-de-France, w departamencie Pas-de-Calais.
Według danych na rok 1990 gminę zamieszkiwały 383 osoby, a gęstość zaludnienia wynosiła 181 osób/km² (wśród 1549 gmin regionu Nord-Pas-de-Calais Drouvin-le-Marais plasuje się na 865. miejscu pod względem liczby ludności, natomiast pod względem powierzchni na miejscu 902.).